# Amiga 500 Plus

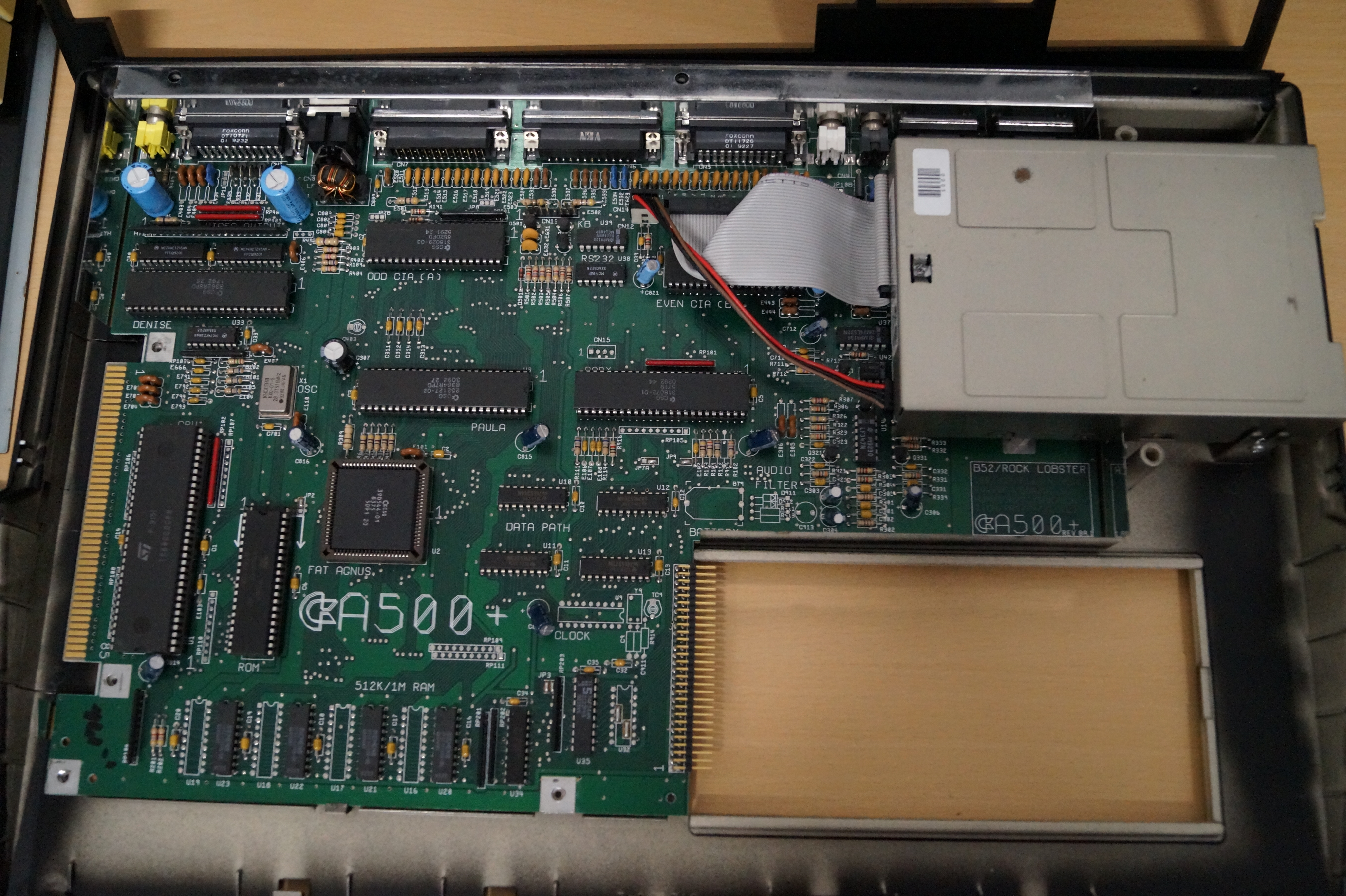
Amiga 500+ alaplap

A Commodore Amiga 500 Plus, vagy A500+ a Commodore által kiadott személyi számítógép, mely a cég első 16/32-bites multimédiás otthoni számítógépének továbbfejlesztett változata. A modellben mutatták be az új, 2.0-ás Kickstartot és Workbenchet, továbbá új "custom" chipekkel szerelték (ECS chipset).

## Eladások
Az Amiga 500 Plus-t csak néhány piacon adták ki és sosem árusították hivatalosan az USA területén. Németországban mintegy 79.500 A500 Plus-t adtak el egy nem-hivatalos kimutatás szerint.
Habár hivatalosan csak 1992-ben mutatták be, néhány A500+ egység már 1991 végén piacra került Amiga 500-nak álcázva, mindenféle előzetes bejelentés nélkül. A Commodore nyilvánvalóan ezzel kívánta kielégíteni a Karácsony előtt felfutó igényeket, még az új típus megjelenése előtt, ugyanakkor a régebbi modell már kifogyott a raktárakból. Az A500+ már gyártásban volt és nem tettek mást, mint régi A500 házba szerelték őket. Ezzel nem is lett volna gond, ha nem lettek volna inkompatibilitási problémák régebbi szoftverekkel.
A fejlesztések ellenére az A500+ a legrövidebb életű Amiga lett, csak 6 hónapig, az Amiga 600 megjelenéséig gyártották.

## Műszaki leírás
A konstrukció alapvetően hasonló az Amiga 500-aséhoz, de az Amiga 500 Plusokat egyöntetűen 8A-s revíziójú alaplappal szerelték, 8375-ös Fat Agnus, 8373-as Super Denise és 8364-es Paula "custom" chipekkel, mely komplett ECS chipsetet jelentett. Az ECS chipset részét képező Super Denise chip miatt nagyobb képernyőfelbontások megjelenítésére is alkalmas. Gyárilag 1 MB Chip RAM-ot forrasztottak az alaplapra, mely 2 MB-ig volt bővíthető.
Gyári tartozék a modellben az alaplapra forrasztott valósidejű óra (RTC) és a hozzá tartozó gombelem. Mivel az új Kickstart ROM része lett az új FFS fájlrendszer kezelő modul (library), így az A500+ képes FFS-re formázott DD hajlékonylemezek kezelésére is.
A Commodore indoka a modellre egyfelől a költségcsökkentés volt, mely révén olcsóbban váltak előállíthatóva az egyes példányok, másfelől be tudták mutatni az új AmigaOS 2.04-et.

### Kompatibilitási problémák
Az úk Kickstart verzió miatt több népszerű játék nem működött Amiga 500 Plus-on, mint például a Treasure Island Dizzy, a SWIV, vagy a Lotus Esprit Turbo Challenge. A vásárlók közül többen visszavitték a terméket a boltba és követelték az Amiga 500 eredeti, 1.3-as Kickstart ROM-ját. A problémát külső gyártók oldották meg, melyek ún. Kickstart ROM-átkapcsoló áramköröket dobtak piacra, melyek a Kickstart ROM chip helyére voltak illeszthetők és biztosították régebbi (1.2 vagy 1.3) és az új Kickstart ROM-ok közötti választás lehetőségét. E mellett ösztönözték a játékfejlesztőket arra, hogy nagyobb odafigyeléssel programozzanak, mely azért is fontos volt, mert már tervben volt a következő generációs Amiga, a később Amiga 1200 piacra dobása. Szoftveres megoldás is létezik a problémára Relokick néven, mely a régebbi Kickstartot image-ből tölti be a memóriába a bootolás során, így téve lehetővé a régebbi programok futását. Néhány esetben maguk a játékprogram-fejlesztők jöttek ki az újabb Kickstarttal kompatibilis szoftverfrissítésekkel, mint például a SWIV és Lotus játékok esetében.

### Specifikáció
| Jellemző            | Specifikáció |
| ------------------- | --- |
| CPU                 | Motorola 68000 7,16 MHz (NTSC) vagy 7,09 MHz (PAL) |
| RAM                 | 1 MiB Chip RAM (bővíthető max. Sablon:8 Fast RAM-mal) |
| ROM                 | 512 KiB Kickstart ROM |
| Chipset             | Enhanced Chip Set (ECS) |
| Kép                 | 12 bites színpaletta (4096 szín). 32, 64, (EHB) illetve 4096 (HAM mód) képernyőszínű grafikus módok: - 320×200 – 320×400i (NTSC) - 320×256 – 320×512i (PAL) Grafikus módok 16 képernyőszínnel: - 640×200 – 640×400i (NTSC) - 640×256 – 640×512i (PAL) Grafikus módok 2, illetve 4 képernyőszínnel: - 1280×200 – 1280×512i és 640×480 p60 (VGA) 4 képernyőszínnel - 800×600i60 (Super72) 2 képernyőszínnel |
| Hang                | 4× 8 bites PCM csatorna (2 sztereó csatorna) max. 28–56 kHz mintavételi frekvencia; DMA támogatás |
| Cserélhető tároló   | 3,5" DD floppy meghajtó (880 KB kapacitású) |
| Audio/video kimenet | Analóg RGB video kimenet (DB-23M) Monokróm kompozit video kimenet (RCA) Audio kimenet (2×RCA) |
| I/O portok          | 2× egér/játék port (DE-9) RS-232 soros port (DB-25F) Centronics párhuzamos port (DB-25F) floppy meghajtó port (DB-23F) |
| Bővítő aljzatok     | 1× trapdoor bővítő csatlakozó; 1× oldalsó bővítő csatlakozó |
| OS                  | AmigaOS 2.04, Kickstart 2.04 (v37.175), Workbench (v37.67) |
| Extrák              | Valósidejű rendszeróra (RTC) |

## Fordítás
- Ez a szócikk részben vagy egészben  az   Amiga 500 Plus című angol Wikipédia-szócikk fordításán alapul.  Az eredeti cikk szerkesztőit annak laptörténete sorolja fel. Ez a jelzés csupán a megfogalmazás eredetét és a szerzői jogokat jelzi, nem szolgál a cikkben szereplő információk forrásmegjelöléseként.